# Francia metropolitana

Francia metropolitana.

El término Francia metropolitana (código ISO: FX; en francés: France métropolitaine) se refiere al territorio de Francia situado en Europa. Comprende el territorio continental, las islas costeras del océano Atlántico, del canal de la Mancha y del Mediterráneo, y la isla de Córcega. Excluye los departamentos de ultramar y los territorios de ultramar, que, a pesar de ser partes integrales de la República Francesa, son referidos como Francia de ultramar (France d'outre-mer). El término en francés «metropolitano» es un residuo de la época colonial, en la cual la Francia de Europa, era asociada con su capital y llamada «la metrópolis». En los departamentos y territorios de ultramar, a veces una persona de la Francia metropolitana es referida aún, en francés, como métro, «metropolitano».
El 1 de enero de 2011, 63 136 180 personas vivían en la Francia metropolitana, mientras que 2 685 705 vivían en la Francia de ultramar, sumando un total de 65 821 885 en la República Francesa. La Francia metropolitana abarca 543 940 km², en tanto que la Francia de ultramar tiene otros 123 722 km².
El término Francia continental se usa a veces en Francia cuando se excluye la isla de Córcega de la Francia metropolitana. La Francia continental europea recibe el sobrenombre de l'Hexagone («el Hexágono»), en alusión a la forma de su perímetro.

## Estadísticas

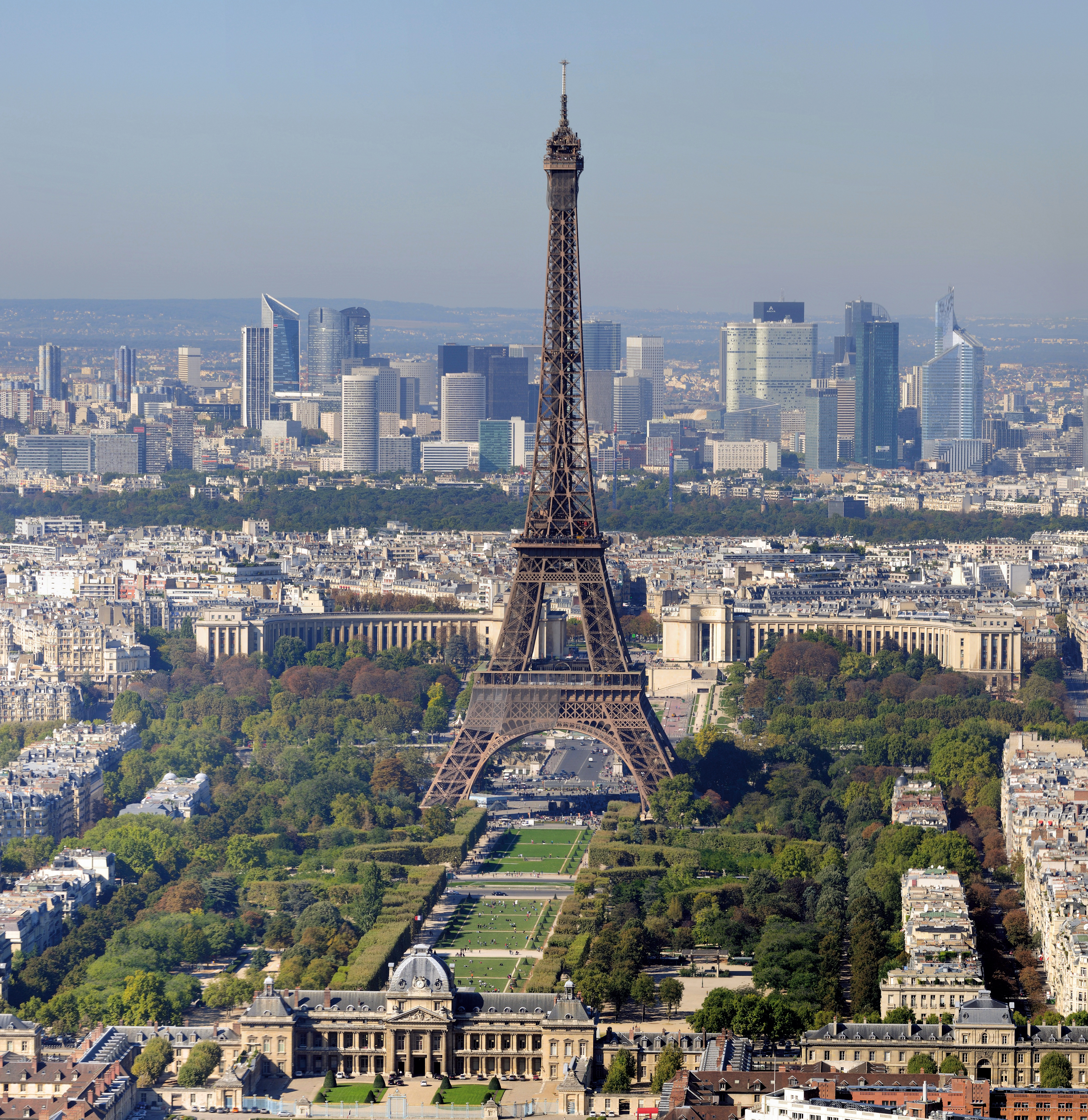
París, la capital del país, se ubica en la Francia metropolitana.

Francia metropolitana cubre una superficie de 543 940 km² (210 020 millas cuadradas), mientras que Francia de ultramar cubre una superficie de 119 396 km², para un total de 663 336 km² en la República Francesa. (excluyendo la Tierra Adelia en la Antártida, donde la soberanía efectiva está suspendida desde la firma del Tratado Antártico en 1959). Así, la Francia metropolitana representa el 82,0 % del territorio terrestre de la República Francesa.
En el mar, la zona económica exclusiva (ZEE) de la Francia metropolitana cubre 333 691 km², mientras que la ZEE de Francia de ultramar cubre 9 825 538 km², para un total de 10 159 229 km² en la República Francesa (exceptuando los reclamos sobre la Tierra Adelia).  Así, la Francia metropolitana representa el 3,3 % de la ZEE de la República Francesa.
Según el INSEE, 65 250 000 personas vivían en Francia metropolitana a enero de 2021, mientras que 2 785 000 vivían en Francia de ultramar, para un total de 68 035 000 habitantes en la República Francesa, por lo que la Francia metropolitana representa el 95,9 % de la población de la República francesa.[cita requerida]
En la segunda vuelta de las elecciones presidenciales francesas de 2017, 35 467 327 franceses votaron (lo que significa una participación del 74,56 %). 33 883 463 de estos (95.53 % del total de votantes) votaron en Francia metropolitana (participación: 76.26 %), 1 003 910 (2.83 % del total de votantes).
La Asamblea Nacional francesa está formada por 577 diputados, de los cuales 539 (93,4 % del total) son elegidos en Francia metropolitana, 27 (4,7 % del total) en Francia de ultramar y 11 (1,9 % del total) por franceses ciudadanos residentes en países extranjeros.